# Station Røstad
Station Røstad (HiNT) (Noors:Røstad (HiNT) holdeplass) is een halte in Røstad, een buitenwijk van Levanger. De halte is met name bedoeld voor de studenten die studeren aan Høgskolen i Nord-Trøndelag en voor de ambtenaren van de Noorse overheidsdienst voor voedselveiligheid die vlak bij de halte is gevestigd. De halte werd geopend in 2001 en wordt bediend door lijn 26, de stoptrein tussen Steinkjer en Trondheim.